# 雷被
雷被（?—?），西汉淮南国郎中。
淮南国太子刘迁学用剑，自以为别人不及，听说郎中雷被会用剑，召与他比剑，雷被一再辞让，误中太子。得罪了刘迁，雷被害怕。汉武帝正颁下诏书，让有志参军报国的人到长安来应征，于是雷被表示愿意参军去打匈奴。刘迁在父亲淮南王刘安面前说了雷被的坏话，所以刘安将雷被斥责了一顿，并将他免职，不让他应征。元朔五年（前124年），雷被逃到长安，上书朝廷说明自己的冤情。汉武帝交给廷尉、河南尹处理。汉武帝派中尉殷宏到淮南王处询问有关情况，中尉殷宏回京禀报。公卿奏请：“淮南王安雍阏求奋击匈奴者雷被等，格明诏，当弃市。”汉武帝不许，削淮南国二县。派中尉殷宏赦其罪，以削地处罚。